# خی‌کرک
گیتسجرک (به هلندی: Giekerk) یک منطقهٔ مسکونی در هلند است که در تیچرکسترادیل واقع شده‌است. گیتسجرک ۲٬۳۰۰ نفر جمعیت دارد.